# Грузовце
Грузовце (слч. Gruzovce) насељено је мјесто са административним статусом сеоске општине (слч. obec) у округу Хумење, у Прешовском крају, Словачка Република.

## Становништво
| Година:    | 1994. | 2004.   | 2014.   | 2024.    |
| ---------- | ----- | ------- | ------- | -------- |
| Број људи: | 130   | 127     | 124     | 137      |
| Разлика:   |       | -2,30 % | -2,36 % | +10,48 % |

| Година:    | 2023. | 2024.   |
| ---------- | ----- | ------- |
| Број људи: | 140   | 137     |
| Разлика:   |       | -2,14 % |

Према подацима о броју становника из 2024. године насеље је имало 137 становника.